# Unfinished Music No. 2: Life with the Lions
1969. május 9-én jelent meg John Lennon és Yoko Ono második kísérleti albuma, az Unfinished Music No. 2: Life with the Lions, mely a sok vitát kavart előző album hagyományait folytatja. A cím a BBC rádióműsorát, a Life with the Lyonst parodizálja; ez Lennon egyik kedvenc műsora volt.
Az album első dalát, aminek "Cambridge 1969" a címe, 1969. március 2-án vették fel a Cambridge-i Egyetemen, egy esti avantgárd eseményen, közönség előtt. A két másik előadó (John Tchikai és John Stevens) is csatlakozott hozzájuk. A következő dalok részletei hallhatók: "Song for John", "Cambridge", "Let's Go on Flying", "Snow is Falling All the Time" és "Don't Worry Kyoko (Mummy's Only Looking for a Hand in the Snow)". Az album többi részét kazettára vették fel 1968 novemberében, a londoni Queen Charlotte's Hospital-ban, Yoko első vetélésének idején. John mindvégég Yoko mellett volt, és amikor ágya egy másik betegnek kellett, a földön aludt. A "Baby's Heartbeat" a még meg nem született magzat szívhangjainak felvétele.
A borító képe a kórházban készült, a hátsó borító pedig akkor, amikor Lennonék elhagyták a marylebone-i rendőrőrsöt (1968. október 18-án hasisgyanta birtoklásáért tartóztatták le őket). A hátoldalon olvasható George Martin kommentárja: „No comment.”
Az album az USA-ban 174. lett, Nagy-Britanniában nem került fel a listára; Lennon később azt mondta, hogy az USA-ban kb. 60 ezret adtak el. (Nem örültek annak, hogy az Apple Records sehogy sem reklámozta az albumot.)
Az albumot az Apple Records kísérleti zenével foglalkozó leányvállalata, a Zapple Records jelentette meg, de 1997-ben, a Rykodisc kiadásában CD-n is megjelent, 2 új dallal.

## Az album dalai
Minden dal szerzője John Lennon és Yoko Ono.
1. "Cambridge 1969" – 26.29
2. "No Bed for Beatle John" – 4:41
3. "Baby's Heartbeat" – 5:10
4. "Two Minutes Silence" – 2:00
5. "Radio Play" – 12:35

A két új dal:
1. "Song for John"
2. "Mulberry"